# Екорегіони Албанії
Екорегіони Албанії — екологічні регіони Албанії, за даними Всесвітнього фонду дикої природи (WWF).

## Наземні екорегіони

### Листопаднні ліси узбережжя

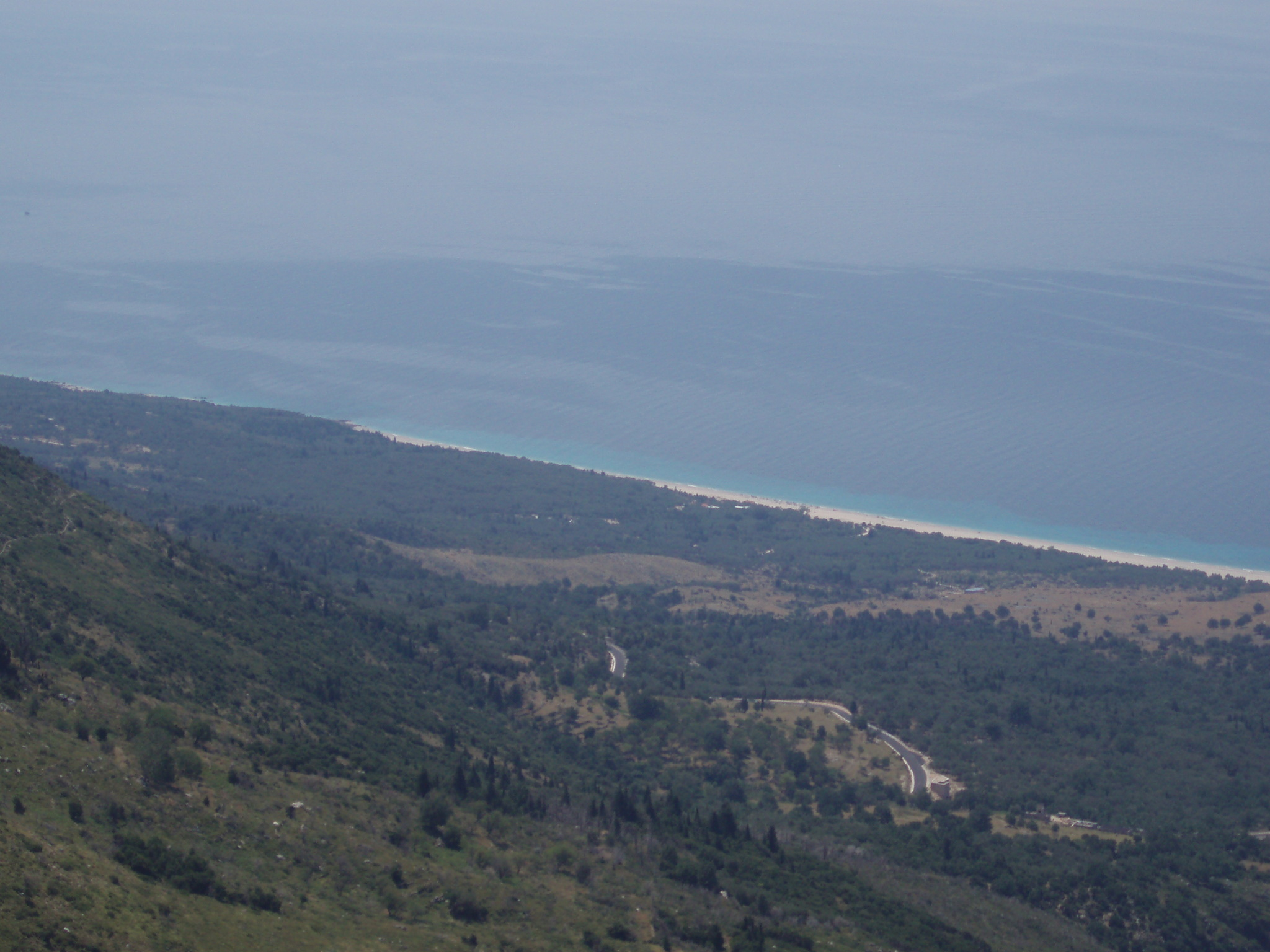
Ліси поблизу Хімари, узбережжя Іонічного моря

Іллірійські листопадні ліси (англ. Illyrian deciduous forests) в Албанії займають усе низовинне узбережжя країни з півночі на південь та невисокі хребти на півдні (Гріба, Люнгара, Чіка, Дембелі). Даний екологічний регіон є сумішшю з 2 типів широколистяних рослинних угруповань і 1 мішаного (хвойно-широколистяного). Регіону властивий високий флористичний ендемізм, реліктові види з вузькими ареалами. Високе фауністичне різноманіття: декілька важливих орнітологічних зон (англ. Important Bird Area, IBA) міграцій та гніздування птахів Незаконна рубка лісів, браконьєрство, разом з неконтрольованим збором рослинної сировини в лісах призводять до значного навантаження на екосистеми, що ще донедавна перебували у відносній недоторканості.

### Мішані ліси гір Пінду

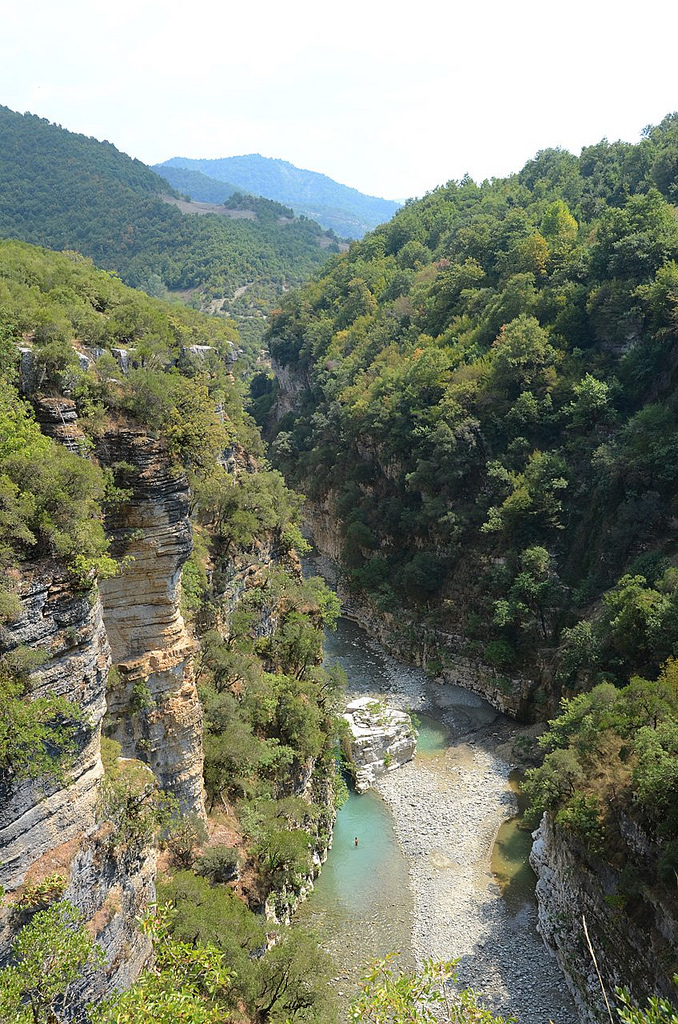
Скрапарський каньйон

Піндські мішані ліси (англ. Pindus Mountains mixed forests) в Албанії займають усю східну частину країни (від умовної лінії Шкодер — Тирана — Берат), обмежені долиною річки Дрин на півночі. Ці ліси представлені хвойними і широколистяними породами на схилах гір Пінду, які на висотах вищих за 1200 м представлені виключно хвойними. Надзвичайний флористичний ендемізм (до 35 %) може поступатись лише гірським тропічним лісам Анд Південної Америки. Тваринний світ багатший ніж в лісах узбережжя: тут збереглися бурі ведмеді, значні популяції копитних, хижі птахи. До початку XIX століття регіон не зазнавав значного антропогенного впливу, але стрімкий розвиток товарного скотарства, заготівля лісу, побудова транспортної інфраструктури залишили помітний слід на природі регіону. Сучасна соціально-економічна нестабільність в країні спричиняє значний тиск на біорізноманіття цих лісів.
Задля охорони біорізноманіття екологічного регіону в країні було створено мережу національних парків: Дайті (алб. Mali i Dajtit), Люра (алб. Parku Kombetar i Lurës), Томорі (алб. Parku Mali i Tomorrit).

### Мішані ліси північно-західних околиць

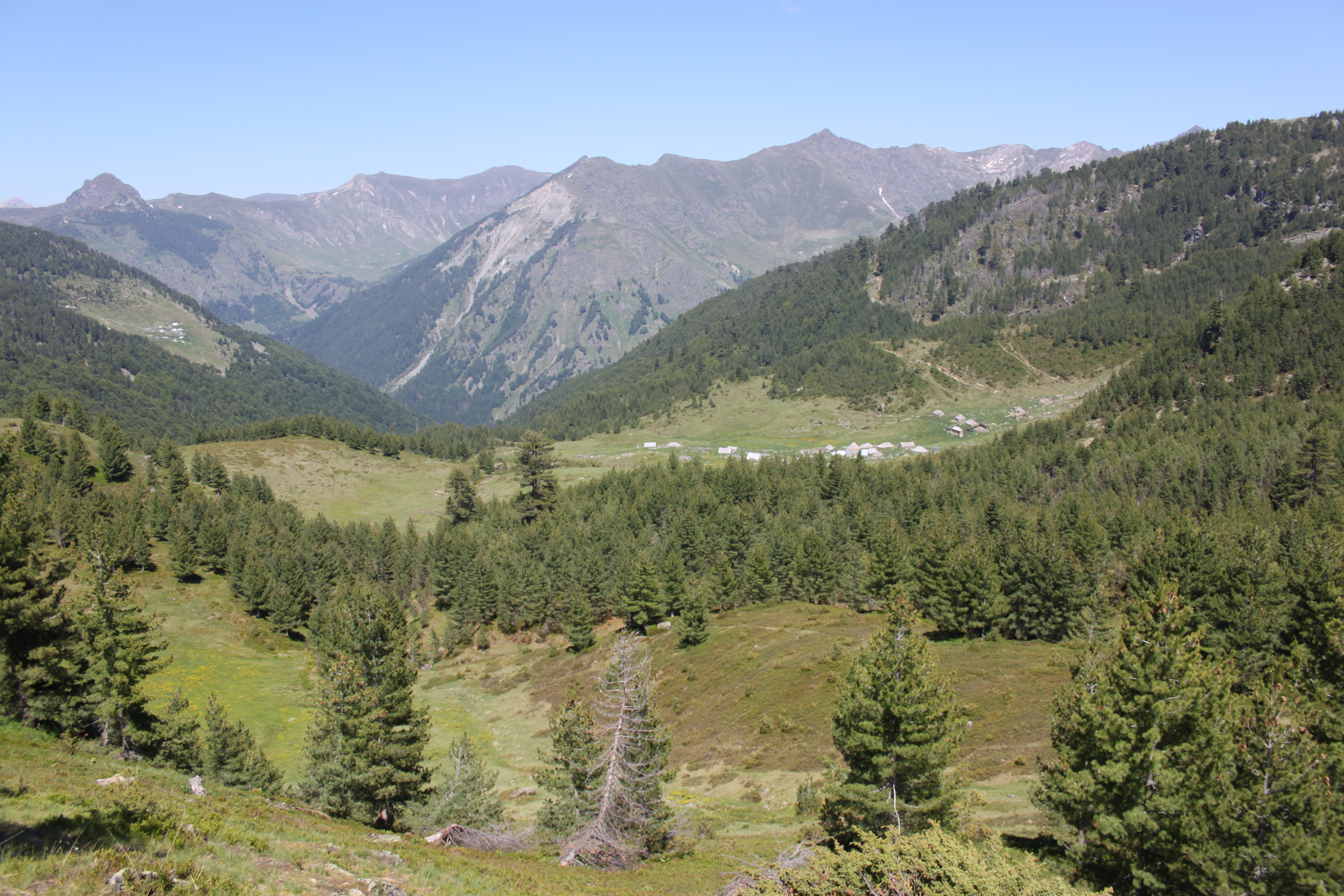
Гірські ліси поблизу Тропої

Динарські мішані ліси (англ. Dinaric Mountains mixed forests) в Албанії займають південні відроги Динарського нагір'я (Проклетіє), невеличка північно-західна частина країни на північ від долини річки Дрин. Для рослинного покриву цього регіону характерні мішані ліси з високим деревостоєм на основі різноманітних видів дубів. Албанська ділянка цих лісів є найпівденнішим пунктом найдовшого суцільного шляху міграцій копитних і великих хижаків в Європі (від Альп до грецького Пінду). В орнітологічному відношенні екологічний регіон цікавий декількома важливими зонами міграцій та гніздування птахів у Європі. У господарському відношенні ця частина країни зазнала найменшого впливу, проте через сучасну політичну нестабільність регіону перспективи збереження недоторканості дикої природи невизначені.

### Мішані ліси північно-східних околиць

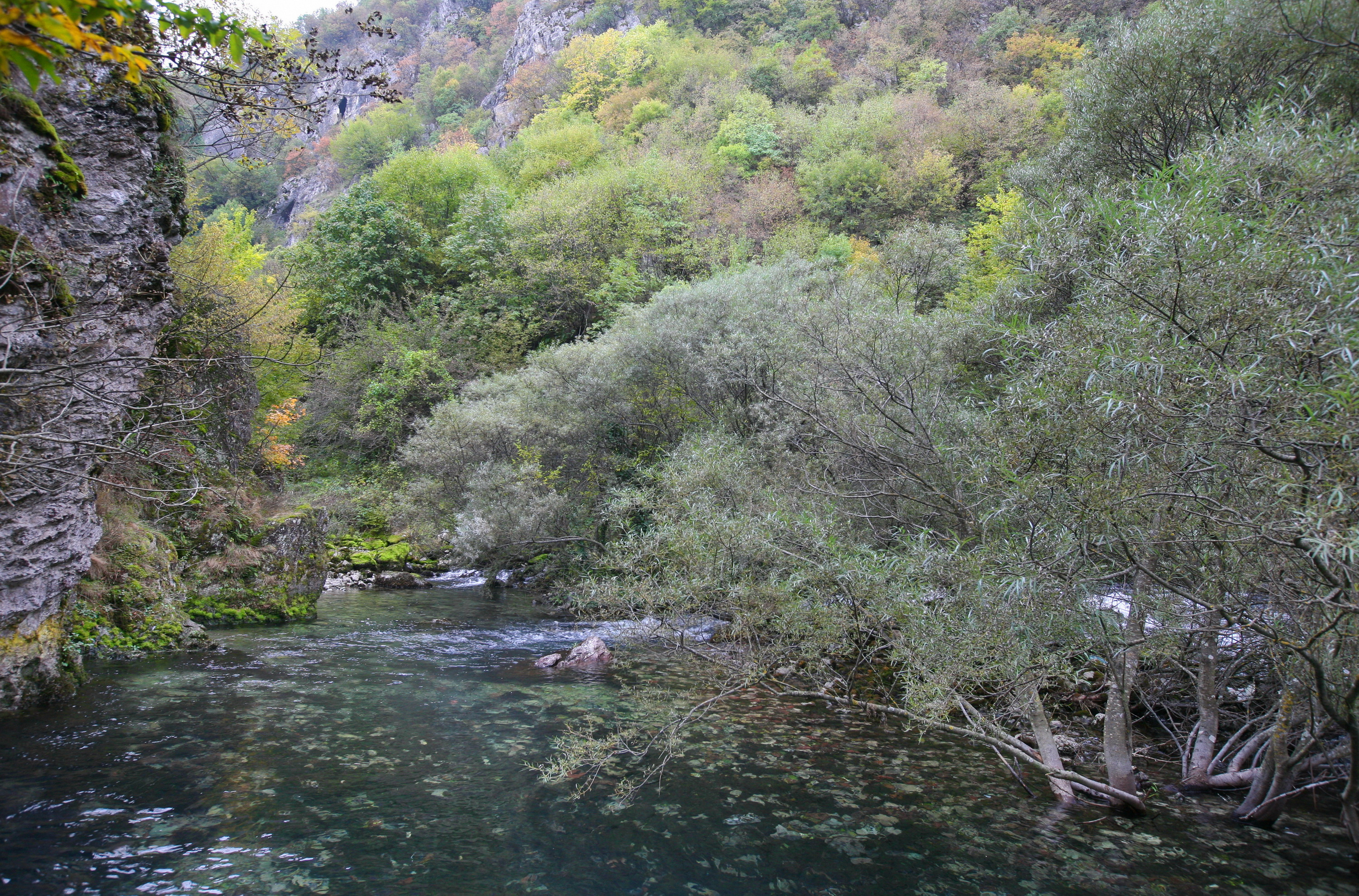
Ліси в долині Білого Дрину

Балканські мішані ліси (англ. Balkan mixed forests) в Албанії займають невеличку ділянку на північному сході, на схід від долини Чорного Дрину, прилеглу до гір Дешаті і Корабі. Рослинність лісів та лук цього екологічного регіону є типово центральноєвропейською. Біорізноманіття флори й фауни трохи вища в порівнянні з такою для більшості інших екорегіонів Центральної та Західної Європи, особливо високе серед герпетофауни. У мішаних лісах переважає дуб фрайнетто (Quercus frainetto), який перемежовується сосною, ялицею та ялиною. Вище лісової зони в горах — шибляк і пасовища на полонинах. По долинах і на захищених схилах — буково-грабові ділянки лісів.

## Прісноводні екорегіони
- Озеро Шкодер
- Озеро Охрид
- Озеро Преспа

## Морські екорегіони
Середземноморська екологічна провінція північно-атлантичної області:
- Адріатичне море — узбережжя північної частини Албанії[4].
- Іонічне море — узбережжя південної частини Албанії[4].